# ویکی براون
ویکی براون (انگلیسی: Vicki Brown؛ ۲۳ اوت ۱۹۴۰
لیورپول، england – ۱۶ ژوئن ۱۹۹۱
هنلی-آن-تیمز، england) یک موسیقی‌دان بود. وی بین سال‌های ۱۹۵۸ تا ۱۹۹۰ میلادی فعالیت می‌کرد.